# Parit Padang
Parit Padang is een bestuurslaag in het regentschap Bangka van de provincie Bangka-Belitung, Indonesië. Parit Padang telt 23.638 inwoners (volkstelling 2010).